# Николич, Небойша
Небойша Николич (босн. Nebojša Nikolić; род. 23 марта 1968) — югославский и боснийский шахматист, международный мастер (1991).

## Биография
В 1985 году в Ираклионе в составе молодежной команды Югославии участвовал в командном чемпионате Балканских стран по шахматам среди юниоров, где завоевал серебро в командном и в индивидуальном зачете. После распада Югославии на шахматных турнирах представлял Боснию и Герцеговину. В 1993 году в Загребе принял участие в зональном турнире розыгрыша звания чемпиона мира по шахматам. В том же году в составе клуба «ŠK Bosna Sarajevo» (Сараево) завоевал третье место в розыгрыше шахматного кубка Европы среди клубных команд. Представлял сборную Боснии и Герцеговины на шахматной олимпиаде в 1994 году и в командном зачете завоевал серебряную медаль. В 2002 году на командном чемпионате Боснии и Герцеговины по шахматам занял 2-е место в составе команды «ŠK Kiseljak».